# Mo i Rana

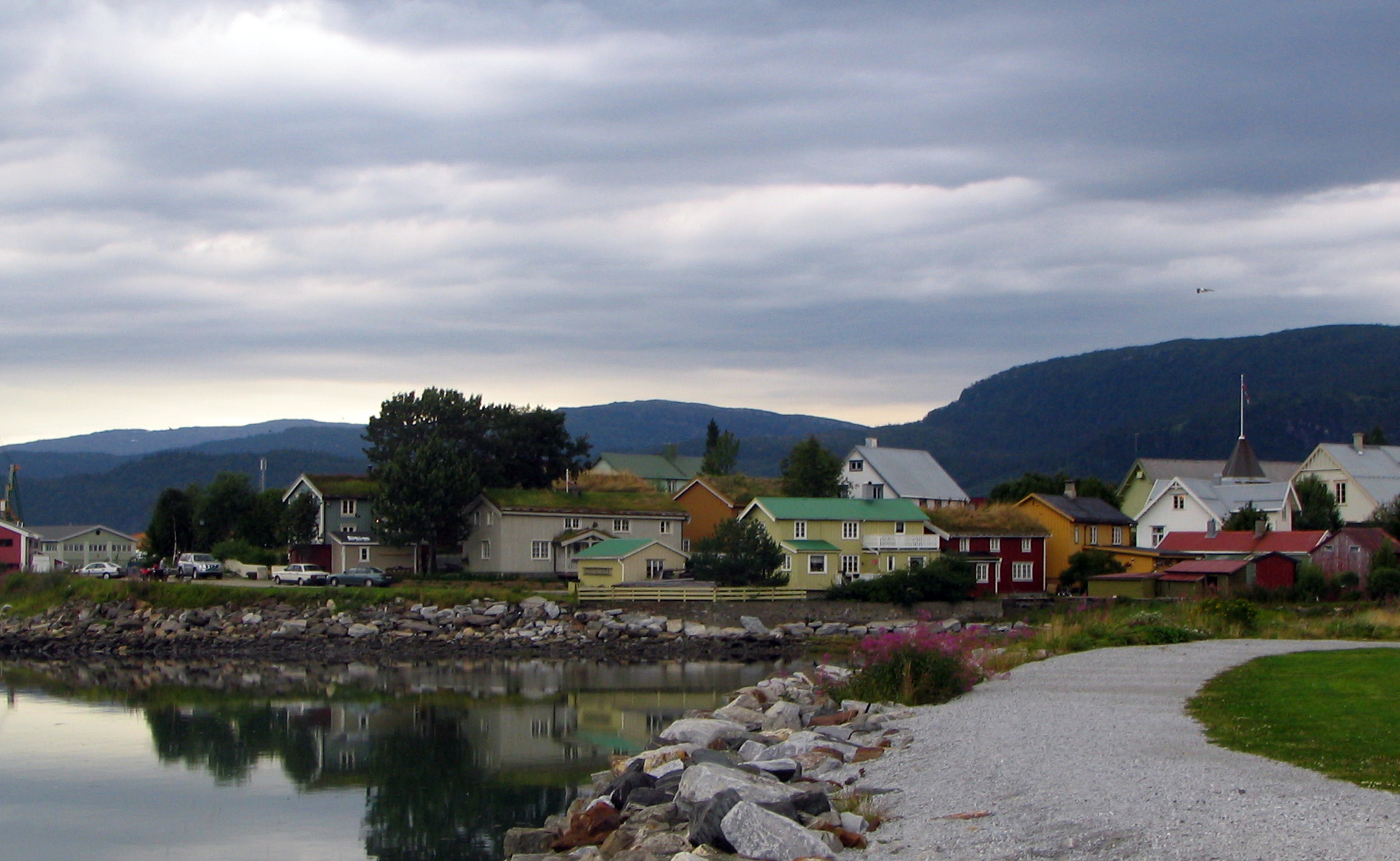

Mo i Rana je město v Norsku v regionu Helgeland v kraji Nordland, 80 km před severním polárním kruhem, v závěru zátoky Ranfjord. Má téměř 19 000 obyvatel a je střediskem obce Rana, což je rozlohou čtvrtá největší obec v Norsku (4460 km²). Město je významným dopravním uzlem, z norské páteřní silnice E6 zde odbočuje silnice E12 do švédského Umeå. Je zde též železniční stanice na trati Nordlandsbanen a v nedaleké vesnici Røssvoll je letiště.

## Historie
Obec byla založena u ústí řeky Ranelva do Ranfjordu. Vznikla okolo statku nazývaného Mo (z výrazu móar, který znamená slatiniště). Protože jméno Mo je mezi norskými sídly značně rozšířené, byl k němu časem pro rozlišení přidán název okolního kraje Rana (prudká voda). Obec byla centrem obchodu se Švédy a Sámy, obyvatelé žili z lovu a výroby dřevěných lodí. Rozvoj začal na konci 19. století, kdy byla v okolí objevena ložiska železné rudy a město se stalo centrem těžkého průmyslu v severním Norsku, továrny využívaly elektrickou energii z okolních řek. Po druhé světové válce byla založena státní firma Norsk Jernverk, počet obyvatel se zvýšil ze 1300 v roce 1930 na 25 tisíc. Od konce osmdesátých let došlo k útlumu výroby, areál závodu byl proměněn v průmyslový park, kde sídlí více než stovka menších firem. Mo bylo známo jako „město železa“, později začalo používat přezdívku „město polárního kruhu“.
Na místním hřbitově je pochováno množství sovětských zajatců, kteří zahynuli za druhé světové války. V roce 1951 rozhodly úřady o odvezení ostatků, ale kvůli protestům místních obyvatel k tomu nedošlo.

## Přírodní podmínky
Město je obklopeno jehličnatými lesy, leží mezi mořem a pohořím Saltfjellet. Má subpolární podnebí, které zmírňuje Golfský proud. Letní teploty dosahují až 30 °C, v zimě klesají pod —30 °C. Vzhledem k blízkosti polárního kruhu existují velké rozdíly v délce dne mezi létem a zimou. Častým jevem je v zimě polární záře.

## Kultura a pamětihodnosti
Mo i Rana je vedle metropole Oslo jedním ze dvou sídel Norské národní knihovny. Turistickými atrakcemi jsou dřevěný kostel Mo kirke z roku 1724 a jedenáct metrů vysoká žulová socha Havmann stojící ve vodách zálivu, jejímž autorem je Antony Gormley. Jsou zde dvě muzea, etnografické a přírodopisné, vychází deník Rana Blad. Město je východištěm značené turistické trasy zvané Modrá cesta, která vede severní Skandinávií do ruského města Pudož.

## Partnerská města
- Fairbanks, USA
- Petrozavodsk, Rusko
- Skellefteå, Švédsko